# イリス・ノワール
舞台『イリス・ノワール』（いりすのわーる）は、2023年に第1作目が上演された、ガールズ演劇シリーズである。
企画・製作はILLUMINUS。脚本は春日康徳、瀬良藤吾。演出は吉田武寛。

## 公演リスト
- イリス・ノワール -焔罪のミサ-（2023年6月10日 - 18日、六行会ホール）[1][2]
- イリス・ノワール -禁樹のミエリ-（2024年4月3日 - 7日、六行会ホール）[3][4]
- イリス・ノワール -魔鏡のクリス-（2025年4月2日 - 6日、六行会ホール）[5][6]

## スタッフ
- 脚本 - 春日康徳、瀬良藤吾
- 脚色・作詞・演出 - 吉田武寛
- 音楽：鍋谷卓摩
- 振付：松本稽古
- 衣裳：後藤みなみ
- プロデューサー：小宮山薫
- 企画・製作 - ILLUMINUS

## キャスト
※太字は主演、エレーヴ以外の連名はダブルキャスト
イリス・ノワール -焔罪のミサ-
- コクナ・ミサ - 安藤千伽奈
- ハーミヤ - 松岡ななせ
- ミリス - 遥りさ
- フランソワ - 日和ゆず
- ヤマ - 千歳ゆう
- ニト - 羽柴なつみ
- アタナシア - 花澤桃花
- ユメ - 大槻朱音
- クアチル - 伊藤優衣
- トレミー - 橘莉衣、杉本愛里
- エイミー - 矢新愛梨、天野きき
- ジェマ - 結城美優、山來ゆう
- シターラ - 葉月智子、馬嘉伶
- ケプラ - 西村美咲、本条万里子
- ゾーイ - 柏木椎名、十河茉由
- エレーヴ - 石田みう、山口輝鈴、結城まお、蘭

イリス・ノワール -禁樹のミエリ-
- ミエリ・ホーリー - 星守紗凪
- コクナ・ミサ - 安藤千伽奈
- ヒース - 三田美吹
- プレア - 湯本亜美
- アタナシア - 花澤桃花
- ヤマ - 千歳ゆう
- ケプラ - 本条万里子
- ソーラ - 髙橋彩香
- フランソワ - 日和ゆず
- ラヴィニア - 小日向ななせ
- コルヴィ - 永瀬がーな
- トレミー - 橘莉衣
- イブ＝ツトゥル - 山﨑悠稀
- シターラ - 優莉奈
- クアチル - 伊藤優衣
- エレーヴ - 石田みう、藤田こころ、山口輝鈴、結城まお

イリス・ノワール -魔鏡のクリス-
- クリス・ネフェルティ - 河内美里
- ミエリ・ホーリー - 星守紗凪
- コクナ・ミサ - 安藤千伽奈
- ニトール・ネフェルティ - 星波
- サフィナ - 大森美優
- アタナシア - 花澤桃花
- ナイル - 斎藤愛莉
- ヤマ - 千歳ゆう
- ケプラ - 本条万里子
- ソーラ・ホンス - 髙橋彩香
- アルコット - 松澤可苑
- フランソワーズ・アヴェルグ - 日和ゆず
- リデル - 小松穂葉
- ズヴィー - 荒井瑠里
- メロペ - Ayane
- クアチル - 伊藤優衣
- エレーヴ - 石田みう、山口輝鈴、結城まお、RIRA

登場人物一覧
桃背景は主演
|                      |                           |                                 | 2023年 -焔罪のミサ-           | 2024年 -禁樹のミエリ-         | 2025年 -魔鏡のクリス-       |
|                      |                           |                                 | フランス エウラリア黒魔術学院 | フランス エウラリア黒魔術学院 | エジプト ネフレンケム神学府 |
| -------------------- | ------------------------- | ------------------------------- | ----------------------------- | ----------------------------- | --------------------------- |
| エウラリア黒魔術学院 | 錬金術科                  | ジェマ 教師                     | 結城美優 山來ゆう             | -                             | -                           |
| エウラリア黒魔術学院 | 錬金術科                  | フランソワーズ・アヴェルグ 寮長 | 日和ゆず                      | 日和ゆず                      | 日和ゆず                    |
| エウラリア黒魔術学院 | 錬金術科                  | エイミー                        | 矢新愛梨 天野きき             | -                             | -                           |
| エウラリア黒魔術学院 | 錬金術科                  | ラヴィニア                      | -                             | 小日向ななせ                  | -                           |
| エウラリア黒魔術学院 | 死霊術科                  | ヤマ 教師(学年主任)             | 千歳ゆう                      | 千歳ゆう                      | 千歳ゆう                    |
| エウラリア黒魔術学院 | 死霊術科                  | ニトール・ネフェルティ 寮長     | 羽柴なつみ                    | -                             | 星波                        |
| エウラリア黒魔術学院 | 死霊術科                  | コルヴィ 副寮長                 | -                             | 永瀬がーな                    | -                           |
| エウラリア黒魔術学院 | 死霊術科                  | コクナ・ミサ                    | 安藤千伽奈                    | 安藤千伽奈                    | 安藤千伽奈                  |
| エウラリア黒魔術学院 | 死霊術科                  | ミリス                          | 遥りさ                        | -                             | -                           |
| エウラリア黒魔術学院 | 死霊術科                  | プレア                          | -                             | 湯本亜美                      | -                           |
| エウラリア黒魔術学院 | 占星術科                  | ケプラ 教師                     | 西村美咲 本条万里子           | 本条万里子                    | 本条万里子                  |
| エウラリア黒魔術学院 | 占星術科                  | トレミー 寮長                   | 橘莉衣 杉本愛里               | 橘莉衣                        | -                           |
| エウラリア黒魔術学院 | 占星術科                  | ソーラ・ホンス                  | -                             | 髙橋彩香                      | 髙橋彩香                    |
| エウラリア黒魔術学院 | 薬草学科                  | シターラ 教師                   | 葉月智子 馬嘉伶               | 優莉奈                        | -                           |
| エウラリア黒魔術学院 | 薬草学科                  | アタナシア 寮長                 | 花澤桃花                      | 花澤桃花                      | 花澤桃花                    |
| エウラリア黒魔術学院 | 薬草学科                  | ハーミヤ                        | 松岡ななせ                    | -                             | -                           |
| エウラリア黒魔術学院 | 薬草学科                  | ミエリ・ホーリー                | -                             | 星守紗凪                      | 星守紗凪                    |
| エウラリア黒魔術学院 | クアチル 学院長           | クアチル 学院長                 | 伊藤優衣                      | 伊藤優衣                      | 伊藤優衣                    |
| グラン・ロッジ       | ゾーイ 監察官             | ゾーイ 監察官                   | 柏木椎名 十河茉由             | -                             | -                           |
| グラン・ロッジ       | ヒース 魔術騎士           | ヒース 魔術騎士                 | -                             | 三田美吹                      | -                           |
| ネフレンケム神学府   | 錬金術学                  | アルコット 教師                 | -                             | -                             | 松澤可苑                    |
| ネフレンケム神学府   | 錬金術学                  | クリス・ネフェルティ            | -                             | -                             | 河内美里                    |
| ネフレンケム神学府   | 占星術学                  | ズヴィー 教師                   | -                             | -                             | 荒井瑠里                    |
| ネフレンケム神学府   | 占星術学                  | メロペ                          | -                             | -                             | Ayane                       |
| ネフレンケム神学府   | ナイル 学長               | ナイル 学長                     | -                             | -                             | 斎藤愛莉                    |
| その他               | ユメ ミサの友達           | ユメ ミサの友達                 | 大槻朱音                      | -                             | -                           |
| その他               | イブ＝ツトゥル 邪神       | イブ＝ツトゥル 邪神             | -                             | 山﨑悠稀                      | -                           |
| その他               | サフィナ ショゴス・ロード | サフィナ ショゴス・ロード       | -                             | -                             | 大森美優                    |
| その他               | リデル ショゴス・ロード   | リデル ショゴス・ロード         | -                             | -                             | 小松穂葉                    |
|                      |                           |                                 | -焔罪のミサ-                  | -禁樹のミエリ-                | -魔鏡のクリス-              |

## 関連イベント
- 舞台「イリス・ノワール～焔罪のミサ～ 」アフタートークイベント1部（2023年8月8日、東京カルチャーカルチャー）[7]

出演：安藤千伽奈、伊藤優衣、花澤桃花、杉本愛里、馬嘉伶、山來ゆう、西村美咲、十河茉由、日和ゆず
- 舞台「イリス・ノワール～焔罪のミサ～ 」アフタートークイベント2部（2023年8月9日、東京カルチャーカルチャー）[8]

出演：安藤千伽奈、松岡ななせ、千歳ゆう、葉月智子、大槻朱音、本条万里子、柏木椎名、日和ゆず
- 舞台「イリス・ノワール‐禁樹のミエリ‐」アフタートークイベント（2024年5月23日、東京カルチャーカルチャー）[9]

出演：	星守紗凪、安藤千伽奈、三田美吹、髙橋彩香、花澤桃花、千歳ゆう、本条万里子、日和ゆず、山﨑悠稀、優莉奈
- 「イリス・ノワール -魔鏡のクリス-」アフタートークイベント（2025年5月29日、東京カルチャーカルチャー）[10]

出演：	河内美里、星守紗凪、安藤千伽奈、伊藤優衣、星波、斎藤愛莉、本条万里子、小松穂葉、MC : 日和ゆず